# 上尾市立原市保育所
上尾市立原市保育所(あげおしりつはらいちほいくじょ）は、埼玉県上尾市大字原市にある公立保育所である。上尾市役所原市支所の併設施設である。受入年齢は0歳児（生後57日以降）より5歳（小学校入学前）まで。入所定員数は120名。

## 沿革
1953年（昭和28年）12月15日に認可され旧役場庁舎に併設された「上尾保育所」に次ぐ上尾における二例目の公立保育所である。当施設の設置に関して地元原市地区民の尽力があった。1955年（昭和30年）1月下旬に原市地区で保育所設置期成同盟会が結成され、上尾町長や議長に保育所設置に向けて陳情活動や署名活動を行なった。保育所の新設工事は原市保育所建設委員会が結成され、延人数74人の作業員が動員され、地元地区民の労働奉仕（延人数249人）による協力も加わり1955年（昭和30年）6月10日に上尾町立原市保育所として完成した。建築資金は町と地元で折半した。許可された定員は30名であった。住所は原市小学校のすぐ北側の旧原市支所（元原市町役場）の隣接地にあり、現在地とは異なる。保育所発足後は保育所後援会が結成され、婦人会やPTA、民生委員の方々など各方面との密接な関係が生まれ、その後の後援体制の整備や町当局に保育所の増築予算の要求に繋がった。
後に増築委員会が結成され、1956年（昭和31年）5月31日地元地区民の労働奉仕（延人数113人）による協力のもと延人数77人の人足が動員され遊戯室の整備を重点とした第一回増築工事が完成し、定員が68名（内乳児8人）に拡張された。1958年（昭和33年）5月31日、同様に（延人数122人）延人数86人の人足が動員され事務室・乳児室・調理室・保母室の整備を重点とした第二回増築工事が完成し、園庭の拡張や遊具も整備され、県が指示する保育施設の最低条件を満たした設備が完備された。定員に増減はなかった。
その後1967年（昭和42年）に開設された市立尾山台保育所の完成まで、11年間私立も含めた新規の保育所の開設はなかった。なお、原育保育所と同時期に私立の上尾こひつじ保育園が谷津地内に開園している。
2015年（平成27年）から2016年（平成28年）9月まで原市支所、原市保育所、原市団地保育所の3施設を統合した新たな複合施設を現在地に整備するとして工事に着手し、2016年（平成28年）10月1日（原市保育所）、同年10月3日(原市支所 )にそれぞれ業務が開始された。
なお、原市地区内に同じ公立の市立原市南保育所が1976年（昭和51年）4月1日に開設されたが、そちらは同和対策保育所である。

## 保育時間
- 7時〜19時

## 交通
- 埼玉新都市交通伊奈線（ニューシャトル）沼南駅・原市駅

## 周辺
- 上尾市役所原市支所
- 原市団地
- 上尾市立原市小学校
- 上尾市立原市中学校
- 上尾看護専門学校
- 上尾原市団地内郵便局
- JAさいたま原市支店
- 原市公民館
- 愛宕神社
- 白樺公園
- 原市ふるさとの緑の景観地